# 中鉢良治
中鉢良治（日語：中鉢 良治，1947年9月4日—），日本東北大學博士，現職為日本索尼公司代表執行役（執行董事）、取締役（董事）、副會長（副董事長）。

## 經歷
- 1947年　於日本國宮城縣鳴子町（現在為大崎市）出生
- 1977年　日本東北大學工學研究博士
- 1977年　進入日本Sony公司
- 1999年　擔任執行業務董事（執行役員）
- 2002年　擔任常務董事（執行役員常務）
- 2004年　擔任生產戰略本部長
- 2005年　擔任社長
- 2009年　就任副會長

## 外部連結
- 美國新力公司高階主管，中鉢良治 （页面存档备份，存于）